# Ianthella reticulata
Ianthella reticulata är en svampdjursart som beskrevs av Patricia R. Bergquist och Michelle Kelly-Borges 1995. Ianthella reticulata ingår i släktet Ianthella och familjen Ianthellidae.
Artens utbredningsområde är Papua Nya Guinea. Inga underarter finns listade i Catalogue of Life.